# 大前愛華
大前愛華（1992年7月31日—）是日本的女性聲優，廣島縣出身。FLASH UP所屬。

## 人物
2013年從大阪動漫學院專科學校聲優學科畢業。

## 演出作品
※粗體字為主要角色。

### 電視動畫
2014年
- 超爆裂異次元卡片大戰 Gigant Shooter 司（同學、司的母親）
- 黑色子彈（女孩子、少女D、奈傑爾的起始者）
- 女友伴身邊（新體操社員A、後輩）

2015年
- 百合熊風暴（熊母1、學生1、夥伴4、小孩2）

2016年
- 旅街晚間秀

2018年
- Hisone與Masotan（二川花梨）
- 少女☆歌劇Revue Starlight（新庄萌）
- 來自繽紛世界的明日（女學生）

### OVA
2014年
- 姐姐的妄想日記（友人）※單行本第6卷附贈OVA限定版

2018年
- 少女☆歌劇Revue Starlight（B組同學）

### 劇場版動畫
2016年
- 你的名字。[3]

### 網路動畫
2014年
- 農業天使（小孩1、女1、女船頭、店員）

### 遊戲
2014年
- OTOGER（柴郡貓）
- 女友伴身邊（吉川繭子[4]）

### 廣播劇CD
- 黑色子彈（2013年，少女A、母）

### 舞台
- Alice-in Project「QuantumDolls 2017[5]」（2017年7月5日－9日、六行會會館）- 飾演 風組 鳳

## 外部連結
- 事務所官方網站 （页面存档备份，存于）（日語）
- 大前愛華的X（前Twitter）（日語）